# Martyrs de Dryburne
Les dits martyrs de Dryburne sont quatre prêtres catholiques anglais, arrêtés et exécutés le 27 mai 1590 à Dryburne, dans le comté de Durham, sous le règne d'Élisabeth I. 

## John Hogg
Pour les articles homonymes, voir Hogg.
On ne sait rien sur les origines de John Hogg. Nous ne savons pas s'il est issu d'une famille demeurée fidèle à l'Église catholique ou s'il est converti. Il est né à Cleveland, North Riding, dans le Yorkshire. Il désire jeune se faire prêtre. Ne pouvant recevoir l'ordination dans son pays il part sur le continent et suit des études de théologie au Collège anglais de l'université de Reims de 1587 à 1589. Il est ordonné prêtre en 1589 à Laon. En mars 1590 il embarque secrètement pour l'Angleterre avec 3 autres prêtres, Edmund Duke, Richard Hill et Richard Holiday. Il est arrêté peu de temps après son arrivée dans le nord du royaume. Transféré à Durham il avoue être un prêtre catholique, ce qui signifiait alors la mort assurée. Reconnu coupable de trahison il subit le supplice réservé aux traîtres à savoir pendaison, éviscération et écartèlement.

## Richard Holiday
Pour les articles homonymes, voir Holiday.
On ne sait rien sur les origines de Richard Holiday. Nous ne savons pas s'il est issu d'une famille demeurée fidèle à l'Église catholique ou s'il est converti. Né dans le Yorkshire il désire pourtant se faire prêtre. Ne pouvant recevoir l'ordination dans son pays il part sur le continent et suit des études de théologie au Collège anglais de l'université de Reims de 1587 à 1589. Il est ordonné prêtre en 1589 à Laon. En mars 1590 il embarque secrètement pour l'Angleterre avec Edmund Duke, Richard Hill et John Hogg. Il finit aussi par être arrêté et transféré à Durham où il avoue être un prêtre catholique, ce qui signifiait alors la mort assurée. Reconnu coupable de trahison il subit le supplice réservé aux traîtres à savoir pendaison, éviscération et écartèlement.

## Richard Hill
Pour les articles homonymes, voir Richard Hill et Hill.
Comme pour les autres on ne sait pas grand chose sur les origines de Richard Hill. Nous ne savons pas s'il est issu d'une famille demeurée fidèle à l'Église catholique ou s'il est converti. Comme Richard Holiday il est du Yorkshire et désire se faire prêtre. Ne pouvant recevoir l'ordination dans son pays il part sur le continent et suit des études de théologie au Collège anglais de l'université de Reims de 1587 à 1589. Il est ordonné prêtre en 1589 à Laon. En mars 1590, il embarque secrètement pour l'Angleterre avec Edmund Duke, John Hogg et Richard  Holiday. Arrêté il est transféré à Durham il avoue être un prêtre catholique, ce qui signifiait alors la mort assurée. Reconnu coupable de trahison il subit le supplice réservé aux traîtres à savoir pendaison, éviscération et écartèlement.

## Edmund Duke
Pour les articles homonymes, voir Duke.
Peu d'informations existent sur les origines d'Edmund Duke. Il est né dans le Kent mais nous ne savons pas s'il est issu d'une famille demeurée fidèle à l'Église catholique ou s'il est converti. Malgré les risques qu'il connaît il désire se faire prêtre. Ne pouvant recevoir l'ordination dans son pays il part sur le continent et suit des études de théologie au Collège anglais de l'université de Reims en 1583 avant de poursuivre au collège anglais de Rome. Il est ordonné prêtre en 1589 dans la basilique du Latran. En mars 1590 il embarque secrètement pour l'Angleterre avec Richard Hill, John Hogg et Richard Holiday. Arrêté et emprisonné il est finalement transféré à Durham où il avoue être un prêtre catholique, ce qui signifiait alors la mort assurée. Reconnu coupable de trahison il subit le supplice réservé aux traîtres à savoir pendaison, éviscération et écartèlement.

## Vénération
John Hogg, Richard Holiday, Richard Hill et Edmund Duke furent béatifiés par le pape Jean-Paul II le 22 novembre 1987. Ils figurent dans la liste des quatre-vingt-cinq martyrs d'Angleterre et de Galles béatifiés par ce dernier ainsi que dans celle des martyrs de Douai. Ils sont vénérés par l'Église catholique le 27 mai.